# Silke Pielen
Silke Pielen (Alemania, 29 de agosto de 1955) es una nadadora alemana retirada especializada en pruebas de estilo mariposa, donde consiguió ser medallista de bronce olímpica en 1972 en los 4 x 100 metros estilos.

## Carrera deportiva
En los Juegos Olímpicos de Múnich 1972 ganó la medalla de bronce en los 4 x 100 metros estilos (nadando el largo de mariposa), con un tiempo de 4:26.46 segundos, tras Estados Unidos (oro) y Alemania Oriental (plata), siendo sus compañeras de equipo, Gudrun Beckmann, Vreni Eberle y Heidemarie Reineck.